# Heat Dies Down
Heat Dies Down is een nummer van de Britse band Kaiser Chiefs uit 2007. Het is de derde single van hun tweede studioalbum Yours Truly, Angry Mob.
"Heat Dies Down" was minder succesvol dan de vorige singles Ruby en Everything Is Average Nowadays. De plaat flopte in het Verenigd Koninkrijk, maar werd in Nederland wel een bescheiden succesje met een 12e positie in de Tipparade. Buiten Nederland bereikte het nummer geen hitlijsten.
In januari 2008 verscheen een videoclip bij het nummer.